# Hardcore techno
Hardcore je druh elektronické hudby, který začal vznikat v 90. letech v Nizozemsku; pod tento termín spadá několik specifických stylů. Je popisován jako nejrychlejší, nejtvrdší a nejagresivnější elektronická hudba.

## Historie
Abychom pochopili vznik hardcoru, je potřeba se vrátit do doby kolem 1970 a najít známky tvrdé elektronické taneční hudby. Skupiny jako Throbbing Gristle, Coil, Cabaret Voltaire, SPK a další, vytvářeli hudbu pomocí mnoha elektronických nástrojů. Výsledek poté zněl velice provokativně. Některé z hudebních zvuků a experimentování s nimi později ovlivnily celý hudební styl již od samotného vývoje hudebního stylu.
V polovině 1980, pod vlivem belgické skupiny Front 242 vznikl nový hudební žánr EBM – electronic body music (v překladu elektronické tělo hudby), který byl přístupnější a více tanečně inspirovaný. Tento styl se vyznačuje minimalismem, chladnými zvuky převzaty z afroamerických vlivů, na rozdíl od stylů disco, funk nebo house, obvykle s kombinací agresivního vokálu a estetické blízkosti industrialu nebo punkové muzice. EBM se velmi ovlivnil house a pomohl tak ke vzniku acid housu a new beat. Všechny tyto prvky zde byli před příchodem hardcoru a ovlivnily jeho vývoj. 
Hardcore vznikl na začátku let devadesátých v Nizozemsku, konkrétně v Rotterdamu a s trochou nadsázky se dá říct že domovským klubem hardcoru je rotterdamský Parkzicht, který je znám svou otevřeností novým hudebním stylům. Jeden z prvních přímo "hardcore/gabber" klubů se stal belgický Club X, který je světoznámý právě kvůli tomuto stylu. První track o kterém se dalo mluvit jako o hardcoru se jmenoval "We Have Arrived" od "Mescalinum United" a vyšel v roce 1990. Větší gabber boom ale zaznamenal teprve až track "Amsterdam, Waar Lech Dat Tan?" od "Euromasters", který vyšel v roce 1991 na labelu Rotterdam Records. Právě kvůli tomuto tracku označila média gabbery za tancující hooligans, protože sloganem "Amsterdam, waar lech dat tan?" vítali fanoušci Feyenoordu Rotterdam Ajax Amsterdam. 
 V letech 1992–93 se hardcore rozšířil do dalších oblastí Nizozemska a bylo založeno spoustu nových hardcorových labelů, hardcore se stává životním stylem a hlavním poznávacím znamením gabberů je velmi nakrátko střižený účes a to jak u mužů, tak i u žen, které však většinou mívaly vlasy vystříhány pouze po stranách. Oblíbené oblečení byly značkové sportovní soupravy. Právě kvůli tomuto byli gabbeři spojováni s hnutím skinheads nebo neonacisty, zazněly i takové názory že všichni gabbeři jsou příznivci krajní pravice nebo ji nějakým způsobem podporují. Právě kvůli své rychlosti a agresivitě hardcoru, byly hardcore parties navštěvovány příznivci ultrapravice nebo hooligans a nebylo výjimkou že si hooligans znepřátelených klubů vyřizovali účty přímo na párty. Nakonec to dospělo k tomu že si hardcore DJs a producenti řekli, že o něco takového rozhodně nestojí a zavedly se opatření, které se snažily tomuto zabránit (např. United Gabbers against Rasism and Fascism). Proto ani dnes nemůžete jít v Nizozemsku nebo např. v Německu na hardcore akci ve fotbalovém dresu, těžkých botách atd. 
 V roce 1992 se rozhodla organizace ID&T uspořádat první Thunderdome a vsadila na velkou mediální propagaci, která ji vyšla na plné čáře. Thunderdome se stal legendou a tato akce a kompilace s ní spojené stále pokračují. 
 Koncem 90. let procházel hardcore těžkým obdobím a další energií pro něj se stal tzv. Newstyle Hardcore, který je více melodičtější, pomalejší, ale zároveň temnější a tvrdší než oldskool hardcore. Prvním newstyle trackem byl "Intelligence Hardcore", vytvořený v roce 97 "Darkraverem" a "DJem Vincem". Centrem newstylu se stává vedle Nizozemska také Itálie. V současnosti oldskoolu až na výjimky odzvonilo a patří newstyle hardcoru. A jak se stal Thunderdome téměř synonymem pro oldskool hardcore, tak to samé znamená pro newstyle Masters Of Hardcore.

## Styly Hardcoru
- Breakcore
- Digital Hardcore
- Doomcore
- Drum & Core
- Fakecore
- Freeform
- Frenchcore
- Gabber
- Gabber House
- Happy Gabber
- Happy Hardcore
- Industrial Hardcore
- Metalcore
- Newstyle Hardcore (Nu Style Gabber)
- Noise (prvotní noise spadá pod industrial)
- Power Electronics (prvotní power electronics spadá pod industrial)
- Psycore
- Rhythmic Noise
- Speedbass
- Speedcore
- Terrorcore
- Trancecore
- UK Hardcore
- Uptempo Hardcore

### Jumpstyle
Pomalejší odnoží hardcore techna (s tempem v rozmezí 140–150 BPM) je tzv. jumpstyle, pro který je typická kombinace agresivnějšího zvuku s hravými melodiemi. Tento žánr, reprezentovaný např. německou skupinou Scooter, dosáhl největší popularity v 1. dekádě 21. století. Kromě typu hudby označuje slovo jumpstyle též tanec, který je možné na hardcore techno tancovat.